# Rallus philippsi
Rallus philippsi ist eine ausgestorbene Rallenart, die im Unteren Pleistozän (Gelasium) lebte. Sie ist nur vom Holotypus, dem rechten Tarsometatarsus, bekannt, der auf der Gray Ranch nahe der Wikieup Poststation im Mohave County in Arizona gefunden wurde.
Das Artepitheton ehrt den US-amerikanischen Ornithologen Allan Robert Phillips (1914–1996), der 1952 den Holotypus sammelte.
Der Kopf des Tarsometatarsus ist leicht porös. Dies könnte ein Indiz dafür sein, dass der Knochen von einem Jungvogel stammt. Der 47,4 mm lange Knochen ist gräulich-weiß gefärbt und gut versteinert.
Der Tarsometatarsus weist Ähnlichkeiten mit dem der rezenten Klapperralle (Rallus longirostris) auf, ansonsten ist er aber eindeutig kleiner.